# Kubu (Peusangan Siblah Krueng)
Kubu is een bestuurslaag in het regentschap Bireuen van de provincie Atjeh, Indonesië. Kubu telt 636 inwoners (volkstelling 2010).